# Apobletes fictitius
Apobletes fictitius är en skalbaggsart som beskrevs av Lewis 1885. Apobletes fictitius ingår i släktet Apobletes och familjen stumpbaggar. Inga underarter finns listade i Catalogue of Life.